# PSPad
PSPad is een freeware teksteditor of broncode-editor. Het programma is voor Windows ontwikkeld en heeft veel eigenschappen die het editen van broncode vergemakkelijkt, zoals syntaxiskleuring. Verder heeft PSPad een vind- cq. vervang engine op basis van regular expressions.

## Recensies
De meeste besprekingen beoordelen PSPad positief. Softpedia beoordeelt de software met 5 sterren, met een gemiddelde gebruikersbeoordeling van 4,6 sterren. Download.com's gebruikersbeoordelingen geven de software gemiddeld 4,5 sterren.